# Psittacara euops
El loro catey o aratinga cubana (Psittacara euops) es una especie de ave psitaciforme de la familia Psittacidae endémica de Cuba.

## Etimología
El término específico euops viene del griego y significa 'buena cara'. El término catey es un vocablo de los taínos, quienes también lo llamaban xaxabi.

## Distribución
La especie se encuentra actualmente restringida a la península de Zapata, las montañas de Guamuhaya, y algunas áreas en las provincias Sancti Spíritus, Ciego de Ávila, Camagüey, y en las montañas del oriente del país.

## Descripción
El macho mide unos 28,5 cm y la hembra 27,5. La cola es larga y puntiaguda. El color predominante es el verde intenso, con un área roja bajo el doblez del ala y algunas plumas rojas dispersas, sin patrón fijo, en la cabeza, el cuello y el pecho. El iris de los ojos es amarillo. La aureola que rodea los ojos y el pico es blanco-rojiza. Las patas son pardo-grisáceas. Los jóvenes tienen colores más apagados y sin plumas rojas dispersas. Alcanzan la madurez sexual después de varios años de edad.

## Conducta
Estos periquitos se agrupan en bandadas pequeñas y suelen posarse juntos. Sus gritos son agudos, repetidos, producidos mayormente mientras vuelan; cuando están posados hacen un murmullo bajo. El vuelo es rápido y recto.

## Alimentación
Se alimentan de semillas y frutas de árboles.

## Reproducción
Anidan entre los meses de mayo y agosto, y al igual que muchos otros loros, lo hacen en huecos de árboles. Sobre todo prefieren algunas especies de palmas cuando están secas y con huecos de nidos abandonados, de pájaros carpinteros. Ocasionalmente anidan en huecos de paredones rocosos escarpados. Ponen de 2 a 5 huevos, que incuban durante 24 días y el emplumamiento ocurre entre 55 y 60 días después de la eclosión. El macho lleva comida al nido para la hembra, que a su vez alimenta a los polluelos.

## Amenazas y conservación
De acuerdo con la Lista Roja de la UICN, este periquito está catalogado como especie vulnerable, debido a que en los últimos años, su población en la naturaleza ha disminuido rápidamente, siendo las principales amenazas para esta especie la pérdida de hábitat por deforestación e incendios forestales, la captura para su tráfico ilegal como mascotas y el cambio climático.